# Aenictes basivirida
Aenictes basivirida är en fjärilsart som beskrevs av William Schaus 1901. Aenictes basivirida ingår i släktet Aenictes och familjen mätare. Inga underarter finns listade i Catalogue of Life.